# Miroslav Lažo
Miroslav Lažo (* 18. Oktober 1977 in Bratislava, Tschechoslowakei) ist ein slowakischer Eishockeyspieler, der seit 2011 bei den Malmö Redhawks in der schwedischen HockeyAllsvenskan unter Vertrag steht.

## Karriere
Miroslav Lažo begann seine Karriere als Eishockeyspieler beim HC Slovan Bratislava, für den er in der Saison 1996/97 sein Debüt in der slowakischen Extraliga gab, und mit dem er in der Saison 1999/2000 zum ersten Mal Slowakischer Meister wurde. Nachdem der Angreifer die Saison 2000/01 in Bratislava begonnen hatte, beendete er diese bei den Eisbären Regensburg in der Oberliga Süd. Anschließend kehrte Lažo in seine slowakische Heimat zurück, wo er einen Vertrag beim MsHK Žilina erhielt, für den er die folgenden eineinhalb Jahre in der Extraliga aktiv war, ehe er während der Saison 2002/03 zu Slovan Bratislava wechselte, mit denen er erneut Meister wurde. Nach einer Spielzeit beim HC Rabat Kladno und erneut Slovan Bratislava sowie HC Berounští Medvědi aus der tschechischen 1. Liga, begann Lažo die Saison 2004/05 bei Neftechimik Nischnekamsk. Für Nischnekamsk absolvierte er zwei Spiele in der russischen Superliga, ehe er den Rest der Spielzeit bei seinem Ex-Klub MsHK Žilina in der Extraliga verbrachte.
Anschließend stand der Slowake zwei Jahre lang beim HC Košice unter Vertrag, ehe er kurz vor dem Ende der Saison 2006/07 ein weiteres Mal zu Slovan Bratislava zurückkehrte, mit denen er in der Spielzeit 2007/08 zum dritten Mal in seiner Laufbahn Slowakischer Meister wurde. Aufgrund dieses Erfolges qualifizierte sich der Rechtsschütze mit seinem Team für die neugegründete Champions Hockey League, in der er in allen vier Gruppenspielen für Slovan zum Einsatz kam und vier Scorerpunkte erzielte. 2010 wechselte er zu Awtomobilist Jekaterinburg in die Kontinentale Hockey Liga. Dort konnte er sich nicht dauerhaft durchsetzen, weshalb er parallel für Sputnik Nischni Tagil in der Wysschaja Hockey-Liga zum Einsatz kam. Im Januar 2011 schloss er sich schließlich dem HC 05 Banská Bystrica aus der slowakischen Extraliga an. Zur Saison 2011/12 wechselte er zu den Malmö Redhawks aus der HockeyAllsvenskan, der zweiten schwedischen Spielklasse. 

## Erfolge und Auszeichnungen
- 2000 Slowakischer Meister mit dem HC Slovan Bratislava
- 2003 Slowakischer Meister mit dem HC Slovan Bratislava
- 2008 Slowakischer Meister mit dem HC Slovan Bratislava

## Statistik
(Stand: Ende der Saison 2010/11)